# Mallota bombiformis
Mallota bombiformis är en tvåvingeart som beskrevs av Li och Liu 1996. Mallota bombiformis ingår i släktet hålblomflugor, och familjen blomflugor. Inga underarter finns listade i Catalogue of Life.